# Fujian Nuzi Paiqiu Dui 2012-2013
Questa voce raccoglie le informazioni riguardanti il Fujian Nuzi Paiqiu Dui nelle competizioni ufficiali della stagione 2012-2013.

## Organigramma societario
Area tecnica
- Allenatore: Han Mushui

## Rosa
| N° | Nome          | Ruolo | Data di nascita  | Nazionalità sportiva |
| -- | ------------- | ----- | ---------------- | -------------------- |
| 1  | Lin Jing      | S/O   | 16 novembre 1986 | Cina                 |
| 2  | Zhang Jing    | S     | 26 gennaio 1996  | Cina                 |
| 3  | Liang Meirong | S     | 1º gennaio 1984  | Cina                 |
| 4  | Lin Li        | L     | 5 luglio 1992    | Cina                 |
| 5  | Ye Qiong      | P     | 10 marzo 1991    | Cina                 |
| 6  | Zheng Yanling | C     | 2 agosto 1987    | Cina                 |
| 7  | Xu Yunli      | C     | 2 agosto 1987    | Cina                 |
| 8  | Liu Yang      | S/O   | 6 maggio 1991    | Cina                 |
| 9  | Lin Lin       | S     | 27 agosto 1996   | Cina                 |
| 10 | Chen Yaqing   | P     | 19 maggio 1985   | Cina                 |
| 11 | Chen Yafang   | C     | 1º febbraio 1992 | Cina                 |
| 12 | Huang Yizhen  | S     | 10 febbraio 1993 | Cina                 |
| 14 | Hao Jie       | S/O   | 1º maggio 1986   | Cina                 |
| 15 | Xue Fang      | C     | 1º dicembre 1988 | Cina                 |
| 17 | Ou Tinghui    | S     | 21 maggio 1990   | Cina                 |
| 18 | Lin Qingxia   | S/O   | 12 febbraio 1995 | Cina                 |